# Василовці (Монтанська область)
Васи́ловці (болг. Василовци) — село в Монтанській області Болгарії. Входить до складу общини Брусарці.

## Населення
За даними перепису населення 2011 року у селі проживали 1283 особи.
Національний склад населення села:
| Національність   | Кількість осіб | Відсоток |
| ---------------- | -------------- | -------- |
| болгари          | 779            | 61,4%    |
| цигани           | 413            | 32,6%    |
| не визначились   | 73             | 5,8%     |
| Всього відповіли | 1268           |          |

Розподіл населення за віком у 2011 році:
Динаміка населення: